# Конирсу
Конирсу́ (каз. Қоңырсу) — село у складі району імені Габіта Мусрепова Північноказахстанської області Казахстану. Входить до складу Шоптикольського сільського округу.
Населення — 22 особи (2021; 50 у 2009, 183 у 1999, 388 у 1989).
Національний склад станом на 1989 рік:
- росіяни — 37 %
- казахи — 34 %.